# Sidney "Big Sid" Catlett
Pour les articles homonymes, voir Catlett.
Sidney « Big Sid » Catlett est un batteur et un percussionniste de Jazz, né le 17 janvier 1910 à Evansville, Indiana, et mort le 25 mars 1951 à Chicago.

## Biographie
« Big Sid » fut l'un des batteurs les plus flexibles dans l'histoire du jazz. Il fut notamment le percussionniste préféré de Louis Armstrong puis connut les débuts du bebop aux côtés de Charlie Parker et Dizzy Gillespie. Une intéressante étude sur son jeu de batterie en solo a été réalisé par Guillaume Nouaux dans l'ouvrage "Jazz Drums Legacy, le langage de la batterie jazz" (2Mc éditions 2012 - Voir page 33). Il demeure l'un des plus grands batteurs de l'époque swing, à l'égal de Jo Jones ou Cosy Cole.  Dans les années 1960, le batteur Max Roach enregistrera son album Drums Unlimited (Atlantic, 1966) avec un morceau d'anthologie "For Big Sid" en batterie solo, un hommage au grand Sidney Catlett.